# Colmberg
Colmberg est une commune (Markt) allemande de Bavière, située dans l'arrondissement d'Ansbach et le district de Moyenne-Franconie.

## Géographie

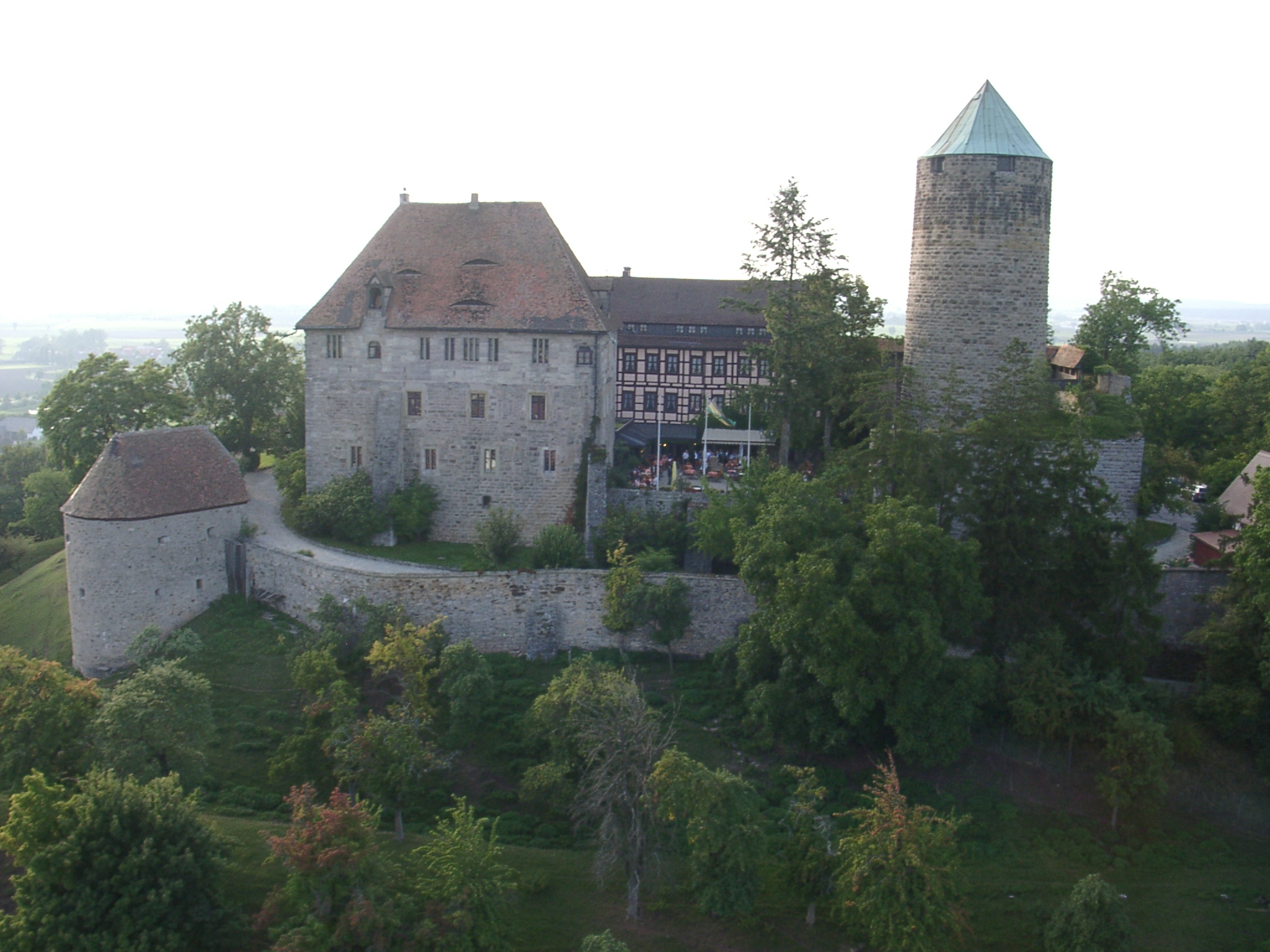
Le château de Colmberg

Colmberg est située à la limite avec l'arrondissement de Neustadt an der Aisch-Bad Windsheim, sur le cours supérieur de l'Altmühl, affluent du Danube, dans le Parc naturel Frankenhöhe, à 16 km au nord-ouest d'Ansbach, sur la route des Châteaux (Burgenstrasse).
Communes limitrophes (en commençant par le nord et dans le sens des aiguilles d'une montre : Marktbergel, Oberdachstetten, Lehrberg, Leutershausen, Geslau et Windelsbach.

## Histoire
En 770, sont mentionnées les premières fortifications en bois d'un lieu nommé Kolkenberg, ancêtre de l'actuelle agglomération. Dès 939, Colmberg devient un fief impérial du duché de Franconie. L'empereur Otton III du Saint-Empire en fait cadeau aux alentours de l'an 1000 à l'évêque de Wurtzbourg, puis, en 1128, Colmberg devient un fief de la famille des Hohenlohe. Il passe ensuite aux comtes de Truhendingen, qui, en 1254, le vendent au burgrave Frédéric IV de Nuremberg.
En 1361, l'Altenstatt, le marché de Colmberg, est mentionné pour la première fois. Le château devient au début du XVe siècle la résidence des burgraves de Nuremberg, et notamment de Frédéric VI qui devient en 1415, le premier margrave de Brandebourg de la lignée des Hohenzollern.
La Réforme protestante est introduite à Colmberg en 1528.
Colmberg est incorporée au royaume de Bavière en 1806 et obtient le statut de commune en 1818. Elle est alors intégrée à l'arrondissement d'Ansbach.
L'actuelle commune de Colmberg a été augmentée de plusieurs autres communes lors des réformes administratives des années 1970 :
- Auerbach, Bieg et Oberfelden en 1972 ;
- Binzwangen et Poppenbach en 1978.

Les communes de Bieg, Binzwangen, Oberfelden et Poppenbach faisaient auparavant partie de l'arrondissement de Rothenburg ob der Tauber.

Situation de Colmberg (en rouge) dans l'arrondissement d'Ansbach

## Démographie
Marché de Colmberg seul :
| 1910 | 1933 | 1939 | 1961 | 1970 |
| ---- | ---- | ---- | ---- | ---- |
| 600  | 576  | 580  | 706  | 732  |

Marché de Colmberg dans ses limites actuelles :
| 1910  | 1933  | 1939  | 1950  | 1961  | 1970  | 1979  | 2003  | 2009  |
| ----- | ----- | ----- | ----- | ----- | ----- | ----- | ----- | ----- |
| 1 809 | 1 754 | 1 691 | 1 913 | 1 471 | 1 426 | 1 413 | 2 140 | 2 030 |

## Jumelage
Aubazine (France), en Saxe-Anhalt, dans l'arrondissement de Wittemberg.

## Monument
Le château de Colmberg (Burg Colmberg) s'élève au-dessus de la petite cité, à 511 m d'altitude. Il a été construit aux XIIe et XIIIe siècles.